# アルケタス (オロンテスの子)
アルケタス（ギリシア語: Ἀλκέτας, ラテン文字転記：Alcetas, ? - 紀元前319年）は、アレクサンドロス3世に仕えたマケドニア王国の将軍で、ディアドコイの一人である。

## アレクサンドロス生前
アルケタスはオレスティスのオロンテスの子であり、マケドニアの有力貴族ペルディッカスの弟である。アルケタスはアレクサンドロス3世の東方遠征におけるインド遠征において初めて歴史の表舞台に立った。アルケタスはマッサガの包囲戦で負傷者を収容し、その直後にオラという町に分遣されてその町の封鎖という王に命じられた任を果たした。

## アレクサンドロス死後―ディアドコイ戦争
紀元前323年のアレクサンドロス大王の死後、アルケタスはペルディッカスと共に大王の異母姉妹のキュナネを殺害した。というのも、彼女は娘のエウリュディケ2世とアレクサンドロスの異母兄弟の王ピリッポス3世との結婚を望んでおり、アレクサンドロスとロクサネの遺児の後見人となって権力を握ろうとしたペルディッカスにとって邪魔であるからだった。
紀元前321年、ペルディッカスと彼に不満を持つ諸将との間で戦争が起こり、アルケタスは小アジアのカッパドキア・パフラゴニア 太守エウメネスの指揮下で反ペルディッカス同盟の一員であった将軍クラテロスと戦うよう命じられた。
しかし、軍内部で圧倒的な人望を持つクラテロスを敵に回すことへの恐怖（敵がクラテロスだと分かった時には味方の兵士の裏切りさえ予想された）、文官の出で外国人でもあったエウメネスの下につくのを嫌がって合流せず、結局クラテロスにはエウメネスが単独で当たり、彼はヘレスポントスの戦いでクラテロスを敗死させた。しかし、それに前後してペルディッカスがエジプトにて配下の将軍達に殺害されており、アルケタスらペルディッカス派は頭を失った。
その後、他の将軍たちによってトリパラディソスの軍会にてアルケタスやエウメネスを含むペルディッカス派はマケドニア人の敵と宣言されて討伐が決定され、
その任にはフリュギア太守アンティゴノスがあたった。アンティゴノスはエウメネスを破ってカッパドキアの城砦ノラに封じ込めた後、アルケタスへと矛先を向けた。一方、アルケタスは義理の兄弟のアッタロスとピシディアで合流してアサンドロスを破ったものの、
紀元前319年のクレトポリスの戦いでアンティゴノスに決定的な敗北を喫した。この戦いでアッタロスをはじめとする主たる将軍たちはアンティゴノスに捕まって旧ペルディッカス派は壊滅したが、アルケタスはなんとかテルメッソスに逃げのびた。
そこで彼は若者たちの支持を得るも、戦争に巻き込まれるのを恐れた長老たちによりアンティゴノスに引き渡されそうになった。
その時アルケタスは生きて敵の手に落ちるを良しとせずに自殺した。アルケタスの一族もアンティゴノスによって皆殺しにされた。アルケタスら一族の遺体は3日間にわたりいたぶられ、アンティゴノスが去った後、アルケタスの死を悲しんだテルメッソスの若者は放置された一族の亡骸を埋葬して墓を建てた。

## 註
1. ↑  アッリアノス, IV. 27
2. ↑  ディオドロス, XIX. 52
3. 1 2  フォティオス, cod. 92
4. ↑  ユスティヌス, XIII. 6
5. ↑  プルタルコス, 「エウメネス」, 5
6. ↑  ディオドロス, XVIII. 37, 39
7. ↑  ユスティヌス, XIII. 8
8. ↑  ディオドロス, XVIII. 41
9. ↑  ディオドロス, XVIII. 44, 45
10. ↑  ibid, XVIII. 46, 47